# Helene Karlsson
Helene Karlsson Nordén, född 18 juni 1969, är en svensk målare.
Karlsson studerade vid Gustavus Primus målarskola i Göteborg 1987–1988, Dômen konstskola i Göteborg 1988–1989, Hovedskous målarskola Göteborg 1989–1991, Konstfackskolan 1993–1996 och  konstvetenskap vid Uppsala universitet 2013–2014.
Hon har medverkat i samlingsutställningar på Konsthall ”Spisrummet” vid Karlstad Centralsjukhus, Konst i litet format med Konstfrämjandet i  Karlstad, Furament i Tervuren i Belgien, Different rooms på Kristinehamns konstmuseum, Arvika Konsthall, med performancegruppen Otalat, Värmlands konstförenings Höstsalong på Värmlands museum och Konstnärer på turné som var en berättarföreställning i konstfrämjandets regi tillsammans med Jonas Holmström och Lennart Gybrandt för regin svarade Anna Ehnsiö från Totalteatern.
Vid sidan av sitt eget skapande arbetar hon på Kyrkeruds folkhögskola som huvudlärare i måleri.